# Windows Live Gallery
Windows Live Gallery (con nombre código Customise) era parte de los servicios de Windows Live de Microsoft. Era un centro de gadgets, extensiones y complementos para varios servicios de Windows Live y productos incluyendo:
- Gadgets: 
  - para Windows Sidebar
  - para Windows SideShow
  - para Windows Live Spaces y Windows Live Eventos
- Windows Live Toolbar herramientas de botones
- Windows Live Messenger Windows Live agentes y actividades de iconos gestuales, guiños y mostrar imágenes
- Windows Live Writer complementos

Windows Live Gallery fue descontinuado el 1 de octubre de 2011.

## Desarrolladores
Windows Live Gallery se integraba con el sistema de Microsoft Points. Creaba un mercado para los desarrolladores para compartir sus obras, y si eran elegidos, recibir el pago por sus esfuerzos. Los desarrolladores que se asociaban con Windows Live Gallery podían configurar sus propias tiendas virtuales. El 1 de octubre de 2011 el servicio fue descontinuado y su página fue retirada. Al intentar entrar a la página, se ve una nota de Microsoft a los usuarios y desarrolladores diciendo que a favor de nuevas oportunidades de personalización y de las aplicaciones Metro de Windows 8, se ha retirado la página de Windows Live Gallery.